# Франческа Лия Блок
Франческа Лия Блок (на английски: Francesca Lia Block) е американска поетеса и писателка на произведения в жанра фентъзи, лирика, любовен роман и документалистика.

## Биография и творчество
Франческа Лия Блок е родена на 3 декември 1962 г. в Лос Анджелис, Калифорния, САЩ, в семейството на поетеса и художник. Още докато учи в гимназията започва да пише поезия и има две малки стихосбирки – „Лунна реколта“ (1978) и „Сезонът на зеленото“ (1979). Следва в Калифорнийския университет в Бъркли, който завършва през 1986 г. с бакалавърска степен.
Първият ѝ роман „Уитзи прилепа“ от едноименната поредица е издаден през 1989 г.
Писателката публикува разкази, стихове, есета и интервюта в „Лос Анджелис Таймс“, списанията „LA Review of Books“, „Spin“, „Nylon Nylon“ и др. Преподава и творческо писане в градския колеж на Пасадена (2014), Университета на Редландс (2018 – 2019), Калифорнийския университет в Лос Анджелис и университета „Антиох“.
През 2005 г. Американската библиотечна асоциация я удостоява с престижната награда за цялостни постижения „Маргарет А. Едуардс“.
На 5 декември 1998 г. тя се омъжва за актьора Крис Шует, с когото имат две деца – Жасмин Анджелина и Самуел Александър.
Франческа Лия Блок живее със семейството си в Лос Анджелис.

## Произведения

### Самостоятелни романи
- The Hanged Man (1993)
- Ecstasia (1993)
- Primavera (1994)
- Zine Scene (1998)
- I Was a Teenage Fairy (1998)
- Violet and Claire (1999)
- Echo (2001)
- Wasteland (2003)
- Ruby (2006) – с Кармен Статън
- Psyche in a Dress (2006)
- Quakeland (2008)
- Blood Roses (2008)
- How to (Un)cage a Girl (2008)
- The Waters and the Wild (2009)
- Evidence of Angels (2009) – със Суза Скалора
- Pretty Dead (2009)
- House of Dolls (2010)
- The Frenzy (2010)
- The Elementals (2012)
- Teen Spirit (2014)
- Beyond the Pale Motel (2014)
- My Miserable Life (2016)

### Серия „Уитзи прилепа“ (Weetzie Bat)
1. Weetzie Bat (1989) – награда „Феникс“
2. Witch Baby (1991)
3. Cherokee Bat and the Goat Guys (1992)
4. Missing Angel Juan (1993)
5. Baby Be-Bop (1995)
6. Necklace of Kisses (2005)
7. Pink Smog (2012)

- Dangerous Angels (1998) – сборник разкази
- Beautiful Boys (2004) – сборник разкази

### Серия „Любов по време на глобално затопляне“ (Love in the Time of Global Warming)
1. Love in the Time of Global Warming (2013)
Любов по време на глобално затопляне, изд.: ИК „Екслибрис“, София (2015), прев. Неза Михайлова
2. The Island of Excess Love (2014)
Островът на изобилната любов, изд.: ИК „Екслибрис „, София (2015), прев. Неза Михайлова

### Сборници
- Moon Harvest (1978) – поезия
- Season of Green (1979) – поезия
- The Rose and the Beast (1993)
- Girl Goddess 9 (1996)
- Nymph (2000)
- Open Letter to Quiet Light (2009) – поезия
- Kisses from Hell (2010) – с Кели Армстронг, Кристин Кейст, Ришел Мийд и Алисън Ноел
- Roses and Bones (2010)
- Fairy Tales in Electri-City (2011) – поезия
- Lay Me Out Softly (2013)
- Summer days & summer nights (2016) – с Вероника Рот, Касандра Клеър, Дженифър Е. Смит, Лий Бардуго, Лев Гросман, Стефани Пъркинс, Либа Брей, Бранди Колбърт, Джон Сковрон, Нина Лакур и Тим Федерле
“Нездрави удоволствия“ в „Летни дни и летни нощи : 12 любовни истории“, изд.: „Сиела“, София (2016), прев. Деница Райкова

### Документалистика
- Guarding the Moon (2003)
- Wood Nymph Seeks Centaur (2009)
- The Thorn Necklace (2018)

### Екранизации
- 2016 The Singing Bones – късометражен, по разказ
- ?? Weetzie Bat